# 106,9 Radio Gong
106,9 Radio Gong est une radio allemande émettant sur Wurtzbourg et sa région.

## Histoire
Lorsqu'elle commence à émettre le 8 mai 1987, elle porte le nom de « Radio Gong Mainland » et partage la fréquence avec Radio W1 (aujourd'hui disparu) et Main-Radio (devenu Radio Charivari Würzburg). Les trois stations locales obtiennent ensuite des fréquences indépendantes. Radio Gong Mainland émettra sur 92.1 FM. Plus tard, elle reçoit une nouvelle fréquence sur 106.9, change de nom à l'occasion et émet un programme musical sur 24 heures.
En 2009 elle commence à diffuser sur Gaukönigshofen et en 2010 à Himmelstadt ainsi que ses communes environnantes. Elle est aussi diffusée sur la DAB+ mais seulement localement.
La station joue les derniers succès musicaux des hit-parades (slogan : "Wir spielen deine Lieblings-Hits", « Nous jouons tes hits préférés »). De 5h à 10h et de 16h à 19h, toutes les demi-heures, un bulletin d'informations sur la Basse-Franconie est donné et à chaque début d'heure, d'informations nationales et internationales.
Depuis le 15 juillet 2007, elle tient chaque semaine un Top 30 déterminé par les ventes à Wurtzbourg de Media Markt et les votes sur le site Internet de la radio.